# Lohr am Main

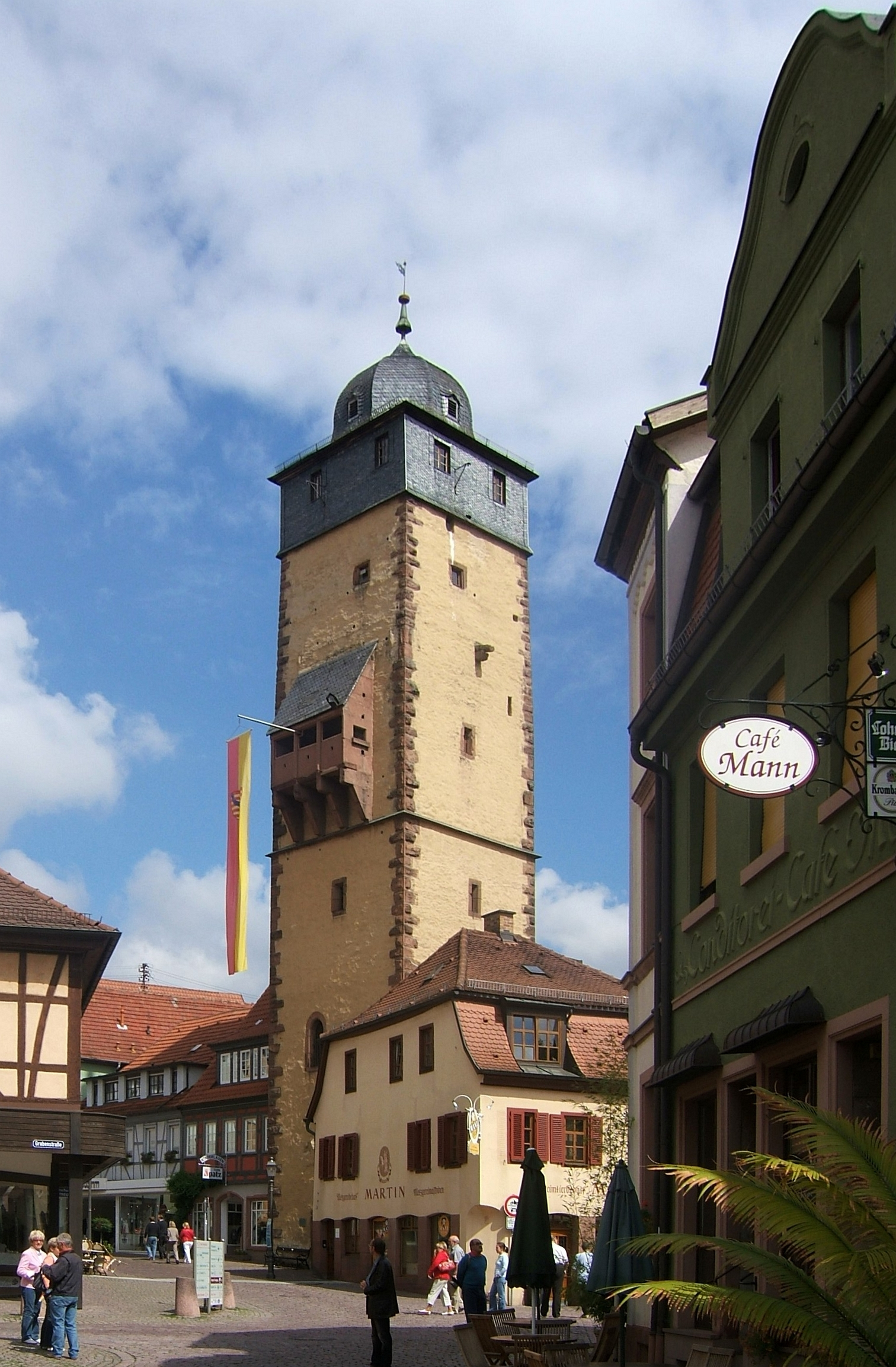
Lohr am Main
(centrul)

Lohr am Main este un oraș din Franconia Inferioară, landul Bavaria, Germania.